# Зоран Савич
Зоран Савич (18 листопада 1966) — югославський баскетболіст.
Срібний призер Олімпійських Ігор 1996 року.
Чемпіон світу 1990 року.
Чемпіон Європи 1991, 1995, 1997 років.